# Cook-Maus
Die Cook-Maus (Mus cookii) ist eine Art der Mäuse (Gattung Mus), die in Süd- und Südostasien vom Nordosten Indiens über Bhutan und Nepal bis Bangladesch und in den Nordwesten Myanmars sowie von Zentral- und Ost-Myanmar und dem südlichen China bis nach Thailand, Laos und Vietnam vorkommt.
Die Art ist nach J. Pemberton Cook benannt, der das Typusexemplar an Kathleen V. Ryley sendete.

## Merkmale
Die Cook-Maus erreicht eine Kopf-Rumpf-Länge von 7,7 bis 9,6 Zentimetern mit einem etwa ebenso langen, häufig etwas kürzeren, Schwanz (8,3 bis 9,1 Zentimeter) bei einem Gewicht von 16,5 bis 23,0 Gramm. Die Hinterfußlänge beträgt etwa 19 Millimeter, die Ohrlänge 15 Millimeter. Das Rückenfell ist dunkel grau-braun und steif-rau, die Bauchseite ist grau-weiß. Der Schwanz ist deutlich zweifarbig, oberseits dunkelbraun und unterseits blasser, der Übergang ist nicht scharf. Die Cook-Maus ähnelt der Reisfeldmaus (Mus caroli), ist jedoch etwas größer und der Farbübergang des Schwanzes ist weniger scharf abgegrenzt, zudem fehlen die blass-orangefarbenen Schneidezähne des Oberkiefers.
Der Schädel hat eine Gesamtlänge von 24 bis 25 Millimetern.

## Verbreitung
Die Cook-Maus kommt in zwei voneinander getrennten Populationen in Süd- und Südostasien vor. Das Verbreitungsgebiet der ersten Population liegt im nordöstlichen Südasien vom Nordosten Indiens über Bhutan und Nepal bis Bangladesch und den Nordwesten Myanmars. Die zweite Population reicht von Zentral- und Ost-Myanmar und dem südlichen China in der Provinz Yunnan westlich des Saluen bis nach Thailand, Laos und Vietnam. In beiden Regionen haben die Tiere eine unregelmäßige Verbreitung. Die Höhenverbreitung reicht von 50 bis 2500 Meter in der nordwestlichen und von 200 bis 1500 Meter in der südöstlichen Population.

## Lebensweise
Die Cook-Maus lebt in verschiedenen verfügbaren und meist gestörten oder landwirtschaftlich genutzten Habitaten, in China vor allem  in Reisfeldern des Hochlands. Sie kommt zudem im Primär- und Sekundärwald vor. In Südasien ist sie vor allem in subtropischen, trockenen Laubwäldern, im Grasland und in Nadelwäldern gemäßigterer Klimate zu finden. In Südostasien kommt sie dagegen nur in bewaldeten und leicht gestörten Waldgebieten und -gärten vor.

## Systematik
Die Cook-Maus wird als eigenständige Art innerhalb der Gattung der Mäuse (Mus) eingeordnet, die aus etwa 40 Arten besteht. Die wissenschaftliche Erstbeschreibung stammt von Kathleen V. Ryley aus dem Jahr 1914, die die Art anhand von Individuen aus Burma, heute Myanmar, beschrieb.
Die Art ist entsprechend der Analyse morphologischer und molekularbiologischer Merkmale eng verwandt mit der Reisfeldmaus (Mus caroli) und der Falbmaus (Mus cervicolor).

## Status, Bedrohung und Schutz
Die Cook-Maus wird von der International Union for Conservation of Nature and Natural Resources (IUCN) als nicht gefährdet (Least concern) eingeordnet. Begründet wird dies durch das sehr große Verbreitungsgebiet und das häufige Vorkommen der Art, teilweise auch in Schutzgebieten. Potenzielle bestandsgefährdende Gefahren für diese Art bestehen nicht.

## Belege
1. ↑  Beolens, Watkins & Grayson: The Eponym Dictionary of Mammals. Johns Hopkins University Press, Baltimore 2009, ISBN 978-0-8018-9304-9, S. 84 (Cook, J.P.).
2. 1 2 3  Andrew T. Smith, Darrin Lunde: Cook's Mouse. In: Andrew T. Smith, Yan Xie: A Guide to the Mammals of China. Princeton University Press, Princeton NJ 2008, ISBN 978-0-691-09984-2, S. 264.
3. 1 2 3 4  Mus cookii in der Roten Liste gefährdeter Arten der IUCN 2014.3. Eingestellt von: K. Aplin, D. Lunde, S. Molur, 2008. Abgerufen am 3. Juli 2015.
4. 1 2   Mus cookii (Memento vom 5. Juli 2015 im Internet Archive). In: Don E. Wilson, DeeAnn M. Reeder (Hrsg.): Mammal Species of the World. A taxonomic and geographic Reference. 2 Bände. 3. Auflage. Johns Hopkins University Press, Baltimore MD 2005, ISBN 0-8018-8221-4.